# Robin McKelle
Robin McKelle, née Robin McElhatten en 1976 à Rochester aux États-Unis, est une chanteuse dont les influences sont multiples.

## Style musical
Jazz, blues, soul, pop font partie de son répertoire musical. Elle est régulièrement comparée à Ella Fitzgerald pour son registre de voix alto, par ses fans de jazz de la première heure mais c’est surtout Aretha Franklin, Tina Turner et Janis Joplin qui reviennent plutôt régulièrement aujourd’hui. Sa prestance scénique couplée à son timbre éraillé font d’elle une artiste incontournable dans l’univers musical actuel. À ses débuts, elle a partagé la scène avec de prestigieux artistes comme Michael McDonald ou Bobby Mc Ferrin. Ses références musicales sont pourtant plus basées autour de Ray Charles, Nina Simone ou encore Donny Hathaway.

## Carrière
Deux albums en big band suivis d’un album plus blues/soul music qui est sorti en février 2010, puis un quatrième nettement recentré autour de la soul et enregistré à Brooklyn au studio G par l’ingénieur Joel Hamilton. Soul Flower marque un vrai tournant dans la carrière de la chanteuse qui s’oriente vers la musique de ses débuts. C’est en 2014 qu’elle atterrit à Memphis (ville des studios Stax et Sun Records) pour enregistrer son album Heart of Memphis sous la houlette du producteur Scott Bomar. En 2016, Robin McKelle revient avec l’album The Looking Glass puis en avril 2018 avec Melodic Canvas, résolument jazz. Le 14 février 2020 sort Alterations, son huitième album  sur le thème des compositrices féminines de tout genre (Amy Whinehouse, Dolly Parton, Adéle..). toutes ces compositions sont traitées d'une manière jazz avec des arrangements originaux.

## Discographie
- 2006 : Introducing Robin McKelle
- 2008 : Modern Antique
- 2010 : Mess Around
- 2012 : Soul Flower
- 2014 : Heart of Memphis
- 2016 : The Looking Glass
- 2018 : Melodic Canvas
- 2020 : Alterations
- 2023 : Impressions of Ella[7]